# Обитель зла: Вендетта
«Обитель зла: Вендетта» (англ. Resident Evil: Vendetta, яп. バイオハザード ヴェンデッタ, Baiohazādo Vendetta) — японский полнометражный анимационный CG-фильм, являющийся частью франшизы Resident Evil, которая находится в той же вселенной, что и соответствующие видеоигры. В фильме представлены персонажи Крис Редфилд, Леон Скотт Кеннеди и Ребекка Чемберс. Это третий CG-фильм, после Обитель зла: Вырождение 2008 года, и Обитель зла: Проклятие 2012 года, и третий фильм с Леоном в качестве главного героя.
Фильм был спродюсирован Marza Animation Planet, по сценарию Макото Фуками и с режиссером Таканори Цудзимото.Такаси Симидзу является исполнительным продюсером. Фильм был выпущен в Японии 27 мая 2017 года, 14 июня 2017 года состоялось ограниченное театрализованное представление в Великобритании, а в Северной Америке фильм был запланирован на 19 июня 2017 года. Фильм стал доступен в Северной Америке в цифровых магазинах 20 июня и на Blu-ray и DVD 18 июля.

## Сюжет
Антитеррористическая организация BSAA открывает охоту на некоего Гленна Ариаса — торговца биооружием, лидера террористической группировки и последователя корпорации Umbrella. Благодаря тайным агентам они находят местоположение поместья Ариаса — он находится в Керетаро, Мексике. Мексиканские спецназовцы и агенты BSAA отправляются на место, руководство операцией доверяют капитану BSAA Крису Редфилду. Солдаты прибывают и заходят в особняк, Крис делит отряд на три группы. Первая отправится на кухню, вторая проверит спальню, а третья, в которой сам Редфилд, будет патрулировать Коридоры. Первая группа направилась в кухню, где на них нападает зараженная женщина. Бойцы успевают скрыться от неё, но умирают попав в ловушку из натянутых нитей. Вторая группа отправилась в спальню. Под одеялом кровати, они находят игрушечную машину, которая приходит в действие, время от времени шевеля колёсами. Сзади появляется заражённый и нападает на вторую группу. Услышав стрельбу, третья группа прибегает в спальню, где тоже видят игрушку и когда один из солдат подходит ближе, его утаскивают под кровать зомби. Крис видит их и открывает огонь. Из под кровати лезут зомби, в том числе и заражённые солдаты второй группы и Крису не остается ничего другого как убить их. В это время сзади снова нападает неизвестный заражённый и ранит союзника Рэдфилда, Крис узнает в нем тайного агента — Зака Уайта. Тот, в свою очередь, снова накидывается, но Крис бросает на пол гранату и вместе со своим товарищем выбегает из комнаты, прежде чем происходит взрыв. Его боец, однако, из-за укуса тоже превращается в зомби, и Крис вынужден убить его.
На выстрелы прибегает толпа зомби, Крис скрывается от них, выпрыгнув из окна. Перезарядив автомат, он видит перед собой Ариаса и вступает с ним в рукопашный бой, но в конечном счёте проигрывает. Гленн рассказывает ему про свои изобретения, после чего появляются Диего — мощный генетически модифицированный солдат, и его дочь Мария Гомез, и приводят второго зомбированного агента — Кэти Уайт, мать Зака. Диего отрывает от её шеи цепи, и та идёт в сторону Криса, но при этом не трогает Ариаса. Он объясняет это тем, что зомби, которых он создал, способны отличать врагов от союзников. Сразу после этого, он и его подопечные уходят, оставляя Криса на съедение заражённым. В это время прилетает вертолёт BSAA и расстреливает зомби. Крис подбегает к трупу Кэти и издаёт плачущий крик.
Четыре месяца спустя Ребекка Чемберс ищет сыворотку от вируса-А. Ариас узнает, что Ребекке удалось изобрести вакцину от вируса, и отправляет туда Марию Гомез, чтобы она убила Ребекку и уничтожила вакцину. Марии удаётся заразить всех сотрудников вирусом через вентиляцию лаборатории, выпуская вирус в форме аэрозоля. В то время, как ее коллеги быстро превращаются в зомби, Ребекке удается убежать в хранилище, вирус постепенно начинает воздействовать на её организм. Ребекка успевает сделать себе сыворотку с антидотом, тем самым обезопасив себя. Выходя из хранилища, она замечает Аарона, своего помощника, поедавшего труп одного из сотрудников. Замечая Ребекку, он нападает на неё, но ей удается увернуться и убить его огнетушителем. Позже она прячется в операционной. Здесь на неё нападает заражённый сотрудник и она убивает его ударом ножниц в глаз. К ней приближаются ещё заражённые, в то время как Мария взрывает хранилище с вакциной. Ребекку спасает отряд «Альфа» во главе с Крисом Рэдфилдом. На вопрос «Как ты?» заданный Крисом, Ребекка после долгого молчания отвечает жестом, показав большой палец вверх и слегка улыбаясь.
После нескольких изучений, Ребекка узнает, что в вирусе-А присутствуют элементы паразита «Лас-Плагас», который использовался сектантами «Лос Иллюминадос» в Испании в 2004 году. На поиски ответов, и не подозревая того, что за ними следит Гленн, герои отправляются в Колорадо, где в одном из ресторанов находят Леона Кеннеди. Вскоре после этого, на них нападают Мария и Диего, которым удается похитить Ребекку. Крис и Леон соглашаются, наконец, помочь завершить миссию раз и навсегда, и объединяются, чтобы спланировать спасательную операцию и расшифровать план крупномасштабной атаки Ариаса на Нью-Йорк. Ариас намеревается сделать Ребекку своей невестой, поскольку она поразительно похожа на его покойную жену. Он разрабатывает новый штамм вируса А, который противостоит вакцине Ребекки, и вводит его ей. Затем, он бросает вызов Крису, предлагая ему спасти Ребекку в течение двадцати минут, после чего вирус начнет полностью действовать на неё. Когда партнеры Ариаса начинают свою атаку на Нью-Йорк, выпуская заправленный вирусом газ через танковозы, новой команде BSAA Леона и Криса — Ди Си, Дамиену и Наде — удается уничтожить транспортные средства, задержать вирус и вывести из строя Марию, хотя Дамиана в процессе жестоко обезглавливают зомби-собаки.
Затем Крис, к которому позже присоединяется Леон, проникает в убежище Ариаса, побеждает Диего и спасает Ребекку. Крис вовлекает Ариаса в рукопашный бой и бросает его через стеклянную террасу внизу, от чего тот умирает. Затем прибывает Диего и, несмотря на тяжелые ранения после поражения от Криса, он сливается с Ариасом, образуя нового тирана. Крис не может противостоять Тирану, пока Леон не вступает с ним в бой, после прохождения через безопасный дом, и выкосив при этом всех зомби. С помощью Ди Си и Нади им удаётся поймать тирана, после чего Крис убивает его гранатометом. Затем они находят противоядие, которое Ариас хранил, и успешно лечат Ребекку, прежде чем улететь на вертолете. Оставшаяся в живых, Мария клянется отомстить за смерть отца и Ариаса.

## Роли озвучивали
- Хироки Тоти[яп.] — Крис Редфилд
- Тюсики Морикава — Леон Кеннеди
- Ами Косимидзу — Ребекка Чемберс
- Такуя Киримото[яп.] — Гленн Ариас
- Рюдзабуро Отомо[яп.]
- Саяка Охара — Мария Гомес
- Хаято Фудзии — D.C
- Масаки Айдзава — Дамиан
- Харука Томацу — Надя
- Тэцу Сиратори[яп.] — Патрисио

## Производство
Кампания Capcom заявили что, несмотря на то, что его называют перезагрузкой, на самом деле это всего лишь продолжение франшизы. Первый трейлер был показан на ежегодной игровой выставке Tokyo Game Show 17 сентября 2016 года вместе с новыми кадрами из игры Resident Evil 7: Biohazard.

## Релиз
Обитель зла: Вендетта был выпущен в японских кинотеатрах 27 мая 2017 года. Fathom Events провели специальный однодневный показ фильма в избранных кинотеатрах Северной Америки 19 июня 2017 года. Фильм стал доступен в Северной Америке через сеть цифровых магазинов 20 июня, а на Ultra HD Blu-ray, Blu-ray и DVD 18 июля.

## Приём
В кассе фильм собрал 150 млн. иен (1,36 млн. долларов США) в Японии  и 256 320 долларов США за рубежом  на общую сумму 1,6 млн. долларов США.
На домашнем видео фильм заработал 1,46 миллиона долларов от продаж DVD и Blu-ray в Соединенных Штатах.
На веб-сайте Rotten Tomatoes фильм имеет рейтинг 43% от семи критиков, со средним баллом 5,4 из 10. IGN оценил фильм 4.5 из 10 звезд.